# 470 f.Kr.
| 470 f.Kr.          |
| ------------------ |
| Dødsfald - Fødsler |
|                    |

## Født
- 4. juni – Sokrates
- Filolaos – græsk filosof og astronom (død ca. 385 f.Kr.).

## Sport
| År | Spire Denne artikel om et år, årti, århundrede eller årtusinde er en spire som bør udbygges. Du er velkommen til at hjælpe Wikipedia ved at udvide den. |